# Hoher Dieb
Der Hohe Dieb (italienisch Gran Ladro) ist ein 2730 m s.l.m. hoher Berg im Zufrittkamm der Ortler-Alpen. 

## Lage und Umgebung
Der Hohe Dieb befindet sich in Südtirol (Italien) grob in der Mitte des von Südwest nach Nordost streichenden Zufrittkamms. Die nächste höhere Erhebung südwestlich ist das Hasenöhrl (3257 m), im nordöstlichen Kammverlauf fällt der Bergaufbau zu den beiden Kofelraster Seen (2402 und 2405 m) ab, hinter dem nur noch Gipfel folgen, die den Hohen Dieb kaum oder gar nicht mehr überragen. Die nächstgelegenen Dörfer sind Tarsch in dem Gebirgszug nördlich begrenzenden Vinschgau und Kuppelwies im südlichen Ultental. Am Gipfel treffen die Gemeindegrenzen von Ulten, Latsch und Kastelbell-Tschars aufeinander.

## Anstiege

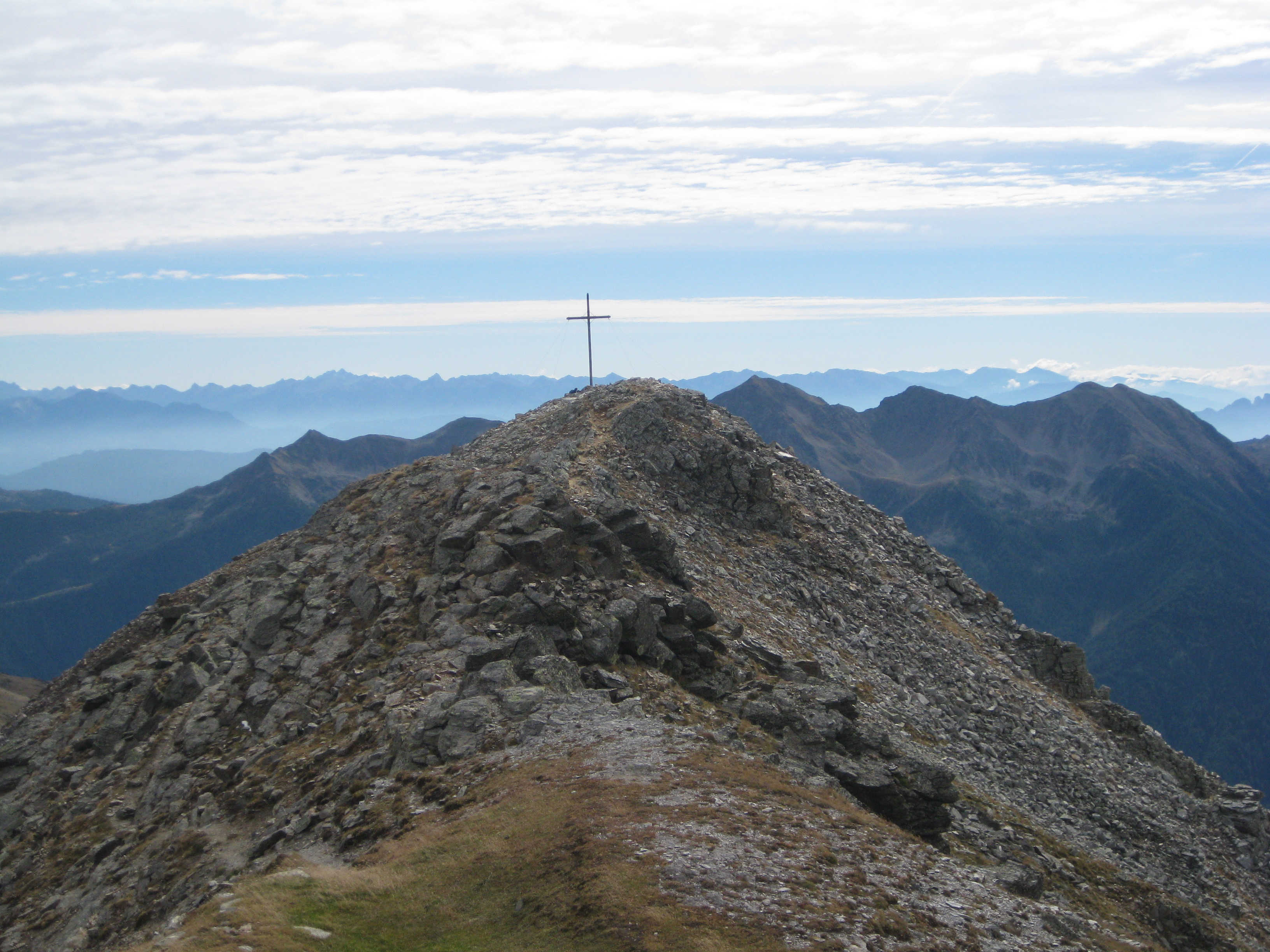
Der Südgipfel

Der Hohe Dieb ist unschwierig über markierte Wege ersteigbar. Touristisch bedeutender ist sein etwas gegen Ulten vorgeschobener Südgipfel, der ein hohes Kreuz trägt; der geringfügig höhere Nordgipfel wird seltener besucht. Im Süden und Norden beginnende Anstiege führen zunächst zu den Kofelraster Seen, wo sie nach Südwesten abbiegen und über Grashänge, gestuften Fels und Blockwerk zum Gipfelgrat führen. Von Nordwesten führt ein weiterer Anstieg direkt zum Nordgipfel.

## Name
Der Ursprung des Namens Hoher Dieb, der um 1900 erstmals dokumentiert ist, liegt im Dunkeln. Egon Kühebacher mutmaßt, dass der Name vielleicht aufgrund von häufig an den Bergflanken verschwundenen Almtieren geprägt worden sein könnte. Die Überlegungen von Hanspaul Menara führen in eine etwas andere Richtung: Die beiden Kofelraster Seen liegen zwar südlich der Wasserscheide, werden also nach Ulten hin entwässert, befinden sich jedoch – denkt man die umliegenden Gipfel des Zufrittkamms durch eine gerade Linie miteinander verbunden – in einer nach Norden ausbuchtenden Senke gegen das Vinschgau vorgeschoben, zu dem sie – administrativ im Gemeindegebiet von Kastelbell-Tschars gelegen – auch tatsächlich gehören. Somit sei der Name des Hohen Diebs zumindest nicht unpassend, da seine Lage den Ultnern die Kofelraster Seen mitsamt den Fischereirechten entwendet habe.